# Sargon của Akkad
Sargon của Akkad, cũng gọi là Sargon Đại đế "Đức Vua vĩ đại" (?—2279 TCN; tiếng Akkad: Šarru-kinu, nghĩa là "Đức Vua anh minh" hay "Đức Vua chân chính"), là một vị Hoàng đế Akkad cổ đại, trở nên nổi tiếng với việc ông chinh phục các thành bang vùng Sumer trong các thế kỷ thứ 23 và 22 trước Công nguyên. Là vị vua khai quốc của Vương triều nhà Akkad, ông đã trị vì từ năm 2334 TCN cho đến năm 2279 TCN. Ông đã trở thành một Hoàng thân nổi bật của Hoàng gia Kish, đã giết vua và cướp ngôi của Vương triều này trước khi bắt tay vào cuộc chinh phục vùng Lưỡng Hà. Trước kia, ông thường được gọi là Sargon I cho đến khi người ta phát hiện những tư liệu cổ cho thấy một ông vua xứ Assyria mang tên Sargon (ngày nay thường được gọi là Sargon I).
Theo truyền thuyết kể lại rằng, Sargon có xuất xứ không rõ ràng. Ngay từ nhỏ ông đã bị bỏ rơi trong một chiếc giỏ thả trôi trên sông Euphrates trước khi có một người đàn ông là Aqqi vớt lên mà nuôi nấng ông trở thành một người làm vườn. Từ thân phận thấp hèn đó sau này Sargon đã trở thành vị vua đầu tiên của Lưỡng Hà.
Theo sử liệu, Đế chế rộng lớn của Sargon được biết có biên giới mở rộng từ Elam với Địa Trung Hải, bao gồm cả vùng Lưỡng Hà, các khu vực ngày nay là Iran và Syria, và có thể các khu vực Tiểu Á và bán đảo Ả Rập. Ông dời đô về thành phố Akkad (Agade), mà theo danh sách các vua vùng Sumer, ông đã xây dựng nên (hoặc có thể là xây lại một ngôi thành cổ), bên bờ trái của sông Euphrates. Ông đôi khi được coi là người đầu tiên trong lịch sử lập nên một đế chế tập quyền đa chủng tộc, mặc dù Sumeria Lugal-anne-mundu và Lugal-zage-si cũng tuyên bố như vậy. Triều đại của ông kiểm soát Lưỡng Hà trong vòng một thế kỷ rưỡi.